# Ahu (Île de Pâques)

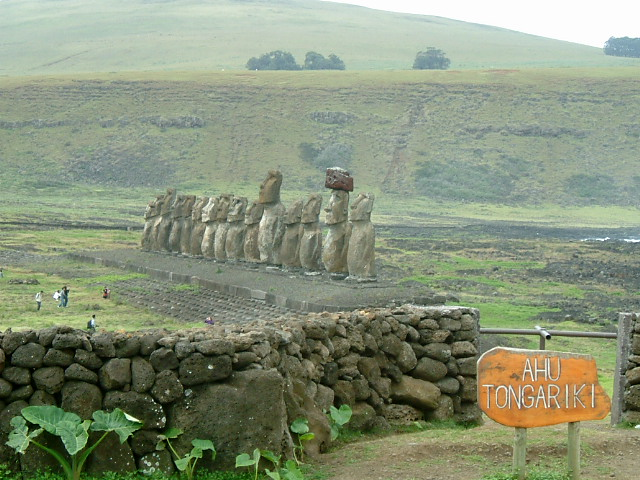
Ahu Tongariki

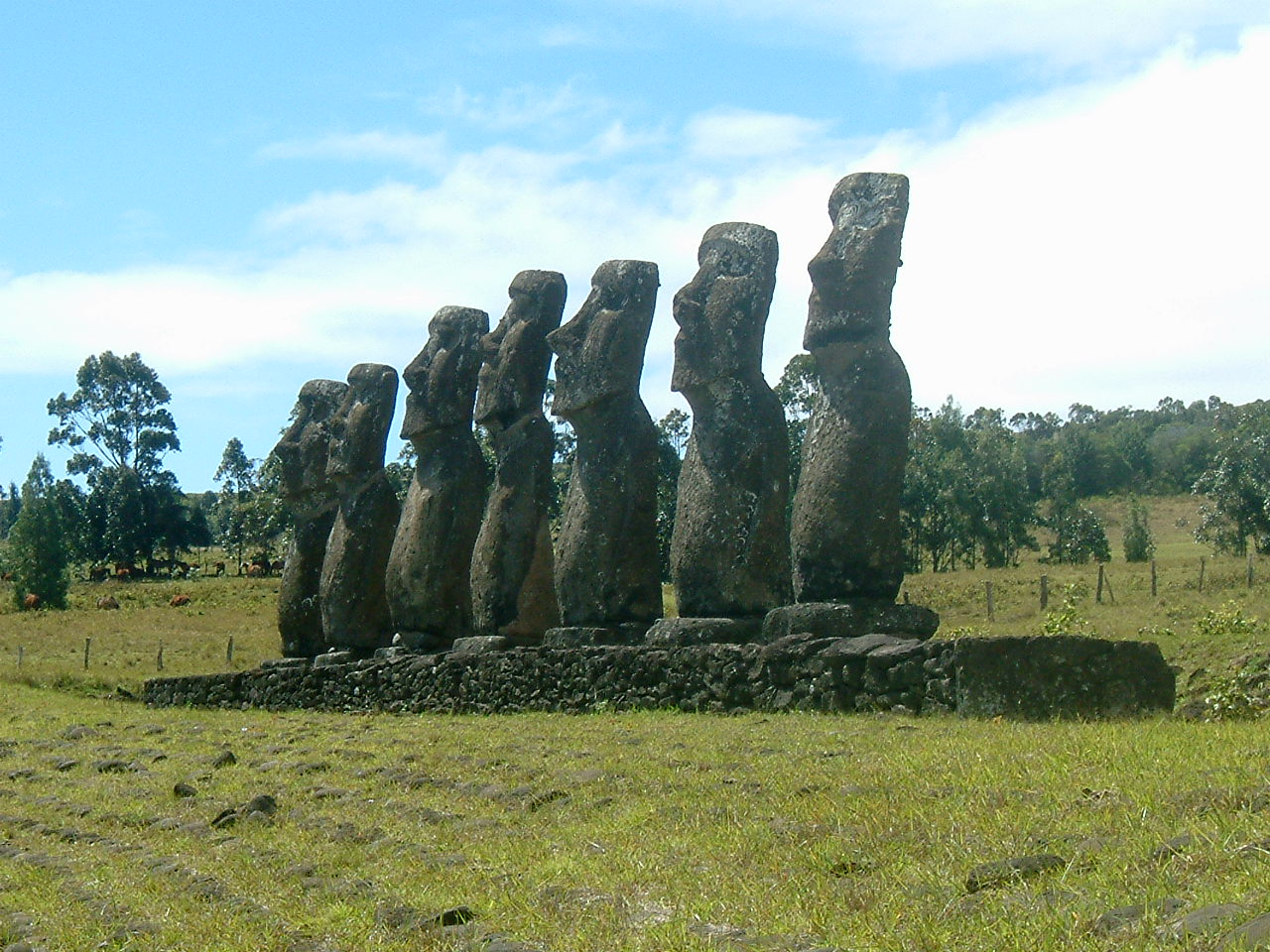
Ahu Akivi

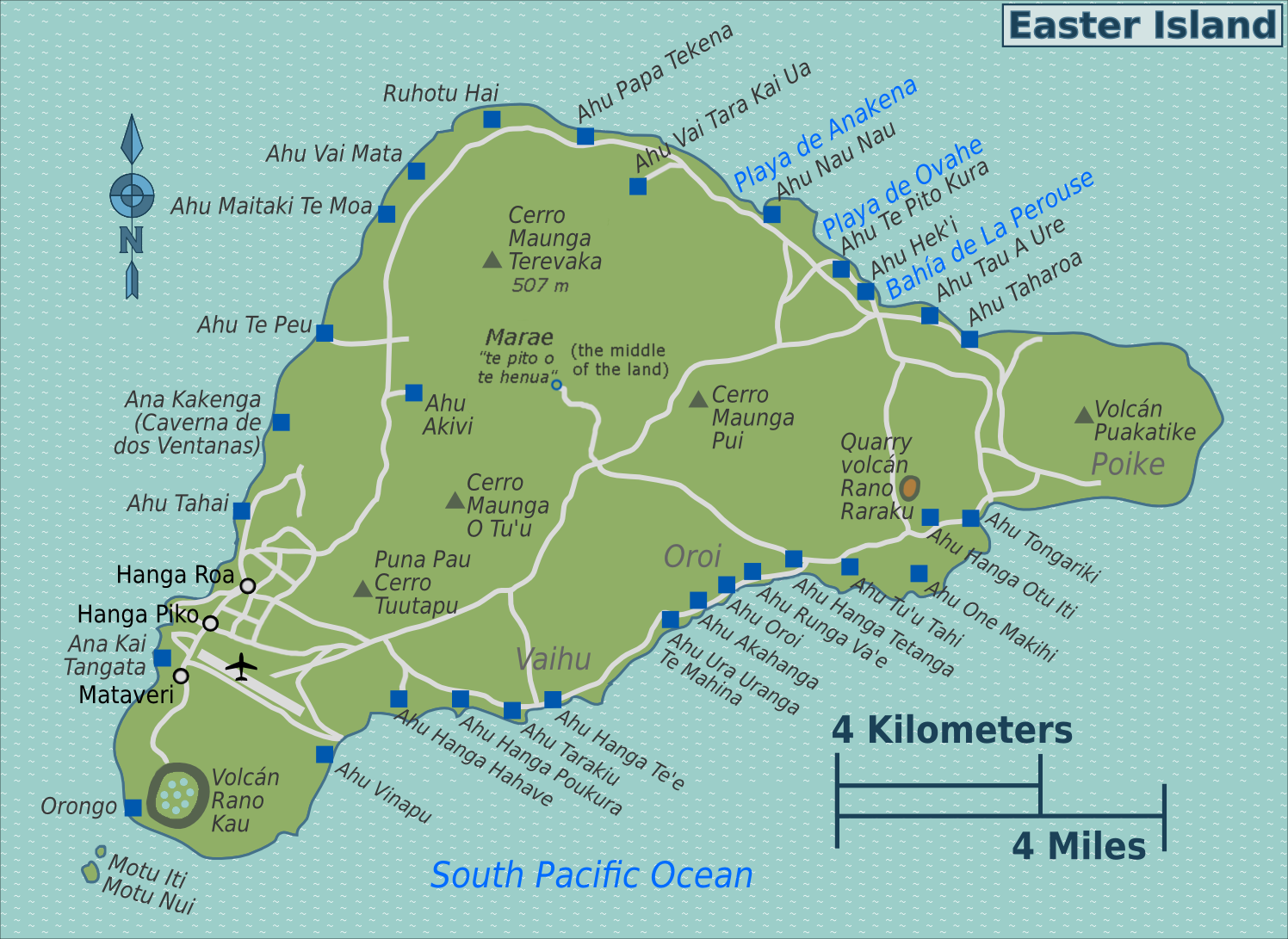
Carte de la répartition des ahus et des sites sacrés sur l'île de Pâques.

Un ahu est un site cérémoniel, se présentant sous la forme d'une plateforme, généralement surmontée de grandes statues dénommées moaïs et située sur l'Île de Pâques (également dénommée « Rapa Nui »), qui forme le lien spirituel structurellement manifesté entre ce monde et l'au-delà. 
Selon les traditions locales, ce type de site est doté d'un pouvoir spirituel élevé (mana) et d'une inviolabilité (tapu), mais est aussi un symbole de pouvoir politique.

## Description
Les ahu se présentent sous la forme de plateformes monumentales, très majoritairement situées en bordure de mer, supportant généralement des statues de grande taille. Le grand axe de ces constructions est, le plus souvent, parallèle au rivage, sa longueur pouvant atteindre jusqu'à cent cinquante mètres et sa hauteur jusqu'à trois mètres, nécessitant (pour les plus importants) l'apport de milliers de mètres cubes de matériaux, ce qui représente souvent un effort collectif supérieur à celui de la sculpture, du transport et de l'érection des moais, les ouvrages les plus remarquables d'un point de vue archéologique et touristique. Ces constructions étaient destinées à recevoir les ossements de personnes du clan auquel était rattaché le site. Le site d'Ahu Akivi, à la différences des autres ahu, présente la particularité d'être situé dans une zone non côtière.
Couvertes de pierres plates, ces plateformes sont bordées sur les côtés et le long de la mer d’un mur vertical de pierre de tuf volcanique. Certains ahu sont complétés par d'autres plateformes crématoires et des chambres funéraires ainsi que des plans inclinés à l’avant (dénommés tahu'a) pavés de pierres rondes (dénommés poro). Près des ahu qui bordent la mer sont aménagées des rampes pour faciliter l’accès aux pirogues. Les espaces proches des ahu étaient considérés comme tapu  (« interdit, sacré ») et dont le mot est revenu en français sous le terme de tabou (depuis l'anglais taboo).

## Histoire
Les premiers ahu de Rapa Nui ont été édifiés par les colons polynésiens, arrivés sur l’île depuis le centre de l'océan Pacifique, en s’inspirant de l’architecture de base des marae avant d'élaborer leurs propres éléments et caractéristiques de construction.
Les premières plateformes de l’île furent probablement de simples autels cérémoniels de dimensions plus modestes, soit sans aucune statue, soit avec des figures en bois comme sur les autres îles polynésiennes. Progressivement, il semble possible que ces autels aient accueilli des figures faites de scories volcaniques rouges avec des caractéristiques naturalistes, précurseurs du moaï. La plus ancienne des structures de ce type serait la première phase de l’Ahu Tahai datant du VIIe siècle. La première étape de l’expansion mégalithique sur l’île semble donc avoir débuté vers la fin du premier millénaire de notre ère et les derniers ahu ont été construits autour du XVIIe siècle.